# Ballada a katonáról
A Ballada a katonáról Grigorij Csuhraj második játékfilmje. A szovjet új hullám mesterművének tartják. A zsűri különdíját nyerte az 1960-as cannes-i filmfesztiválon, elnyerte és a Brit Film- és Televíziós Akadémiától a legjobb filmnek járó díjat is (1962). 1962-ben Oscar-díjra jelölték a legjobb forgatókönyv kategóriában.
A mélyen emberi történetű film világszerte sikert aratott.
A háború maga, a harcok alig-alig  vannak jelen a filmben. A főszereplő négy napos szabadságát édesanyja felkeresésére használja fel, de csak annyi ideje marad, hogy megöleljék egymást, és már vissza is kell térnie a frontra. A film története így maga a hazautazás. A mese középpontjában egy lassan bontakozó, eleve reménytelen szerelem áll.
 A filmről bővebben szól a rendezőről szóló szócikk.